# Giovanni Kobler
Giovanni Kobler (Rijeka, 22. kolovoza 1811. – Rijeka, 2. srpnja 1893.) riječki je povjesničar i jedan od najznačajnijih modernih povjesničara grada Rijeke.

## Život
Život Giovannija Koblera na neki način može biti paradigma povijesti Rijeke XIX. st.: u tom razdoblju grad doživljava ubrzani razvoj zahvaljujući prije svega statusu slobodnog grada i slobodne luke Austrije te corpusa separatuma Ugarske unutar Austrijskog carstva (od 1867. Austro-Ugarskog).
Otac Marco rođen u Eisnernu (danas Železniki), u Koruškoj (danas Gorenjska) dolazi 1779-80. u Rijeku sa suprugom Teresom (rođena Lusser) kako bi se bavio trgovinom, 1801. dobiva status građanina Rijeke. Nakon primarnog školovanja (tri razreda normalnog i šest gimnazijskog), Giovanni Kobler studira filozofiju i pravo u Zagrebu (1829–32). Vraća se u Rijeku gdje radi u upravi (magistraturi) i sudu. Od 1935. autoriziran je za advokaturu, a u Budimpešti je 1846. položio specijalistički ispit za advokata i pravno-financijsko poslovanje. Od 1843. bio je riječki zastupnik u Ugarskom parlamentu u Pešti. Nakon Jelačićeve okupacije Rijeke (1848.) postaje 1850. okružni sudac u državnoj službi u Rijeci, a 1855–73. u Zagrebu (gdje je imenovan za predsjednika Stola 1861. i predsjednika Apelacionog suda za financije 1870. Nakon odlaska u mirovinuu 1871., kada je dobio od cara počasni naslov ministarskog savjetnika, Kobler se vratio u svoj rodni grad gdje se do svoje smrti (1893.) posvećuje istraživanju historije Rijeke i kvarnerskog područja.

## Povijesno istraživački rad
Pravnik po zvanju, historičar po invokaciji, Koble se već 1849. pojavljuje u stručnom časopisu "Istria" sa svojim povijesnim osvrtima o ubifikaciji antičke Tarsatice i Phanasa te o japodskoj Liburniji, ali tek nakon umirovljenja posvećuje se dvadesetgodišnjem intenzivnom i strastvenom istraživanju povijesti svoje 'domovine' - Rijeke i svega što ima veze s prošlošću Rijeke te njene okolice (kvarnersko područje). Istražuje dokumente po raznim arhivima Venecije, Udina, Gorice, Ljubljane, Graca, Beča, Kastva, Pazina, Pule, Rovinja i Poreča, tako se zna se da je 1873. u Beču, 1879. u Gracu, a 1880. provodi plodna istraživanja u Furlaniji. Pored toga obavljao je terensko rekognosciranje rrimskog limesa sjeverno od Rijeke (Claustra Alpium Iuliarum)
Kobler je bio veliki erudita, koristio se s četiri jezika (njemačkim po porijeklu, talijanskim kao jezikom sredine te latinskim i hrvatskim po obrazovanju) uz poznavanje glagoljice, doprinijeli su kvalitetnom pristupu i obradi povijesnih dokaza. Pored toga u korespodenciji je i razmjenjuje povijesna stajališta s najvećim onodobnim stručnjacima na julijskom području kao što su bili Carlo De Franceschi, Piero Kandler, Tommaso Luciani, te izvan regije poput Ivana Kukuljevića Sakcinskog. Objavljena korespondencija s De Franceschijem bogato je vrelo o stajalištima, dilemama i kontradikcijama unutar povijesne struke o istarskoj historiji. Tako npr. Kobler u korespodenciji argumentirano osporava De Franceschijev stav o apokrifnosti Istarskog razvoda.
Kao plod njegovog opsežnog naučno-istraživačkog rada postumno je objavljena njegova opsežna knjiga Memorie per la storia della liburnica città di Fiume.

## O djelu
Memorie per la storia della liburnica città di Fiume (Svjedočenja (prilozi) za povijest liburnskog grada Rijeke)
Na sjednici municipija od 11 VII. 1894., odlučemo je da se na troškove grada objavi monumentalno Koblerovo djelo. Formiran je stručni šesteročlani 'uređivački odbor' u čijoj je redakciji objavljeno 1896 to djelo u 3 toma u riječkoj štampariji Emidio Mohovich.

### Kako je nastalo djelo
U uvodnom dijelu Kobler obrazlaže kako je došlo do ovog istraživačkog projekta. Naime početkom 1840-ih Riječani osjećaju potrebu za napisanom kompletnom historijom svoga grada, o njegovom nastanku i razvoju te njegovoj političkoj autonomiji. Ta potreba se naročito iskazala pretenzijama hrvatsko-slavonske pokrajinske države da je Rijeka njihov konstitutiivni dio. Patricijsko vijeće formira komisiju od pet članova koja je ubrzo uvidjela da treba mnogo vremena kako bi se sakupili potrebni materijali, a okupacija Rijeke 1848. prekida taj rad. Kobler, kao glavni član te komisije, odsustvuje 18 godina iz Rijeke pa tek nakon odlaska u mirovinu 1872. pristupa opsežnim istraživanjima jer se jako malo ili ništa nije znalo o počecima grada, o društvenom životu i upravi.
Za razumijevanje Koblerove znanstvene koncepcije objektivnosti, veoma je važan njegov stav da prepušta čitaocima interpretaciju i zaključke u vezi iznijetih činjenica.

### Podjela djela i izvori
"Memorije" su podijeljene u pet dijelova:
- I - Od antičkih vremena do 1300-e
- II - Eklezijastička povijest u regiji
- III - Podaci o mjestima oko Rijeke i porijeklu njenih stanovnika (istočna Istra, Kranjska, unutarnja Austrijska država kojoj je pripadala Rijeka; o političkom stanju u Kastvu, Veprincu, Voloskom, Lovranu, Mošćenicama, Berseču, Plominu i Labinu; o Bakru i Senju; o Vinodolskoj općini, o Sušaku, Trsatu, Grobniku, Martinšćici, Bakarcu, Hreljinu i Kraljevici; o školju San Marco (Marak) i dinastiji Frankopana),
- IV - Podaci o feudalcima Rijeke, dinastiji iz Devina (Duino) i Walsee, te o izvorima i činjenicama političke autonomije Rijeke sve do početka XIX. stoljeća,
- V - Historija Rijeke od 1776. do sredine XIX. st, rani podaci, pregled patricijskih porodica te kronologija najvažnijih događaja.

Kako se Kobler u povijesti XIX. st. zaustavlja na 1848/49., jer se usmjerio samo na nepoznatu i manje poznatu prošlost, suvremenom čitaocu jako nedostaje njegovo objektivno iznašanje činjenica kojima je bio suvremenik (od 1850. do 1893.).
Kao što je navedeno, Kobler je istraživao po raznim arhivima i bibliotekama. Osnovni izvori su sljedeći:
- Protokoli općinskog vijeća (dokumenti od 1572. na dalje)
- notarke knjige gradskog Kancelara (od 1436.)
- originalni Statut iz 1530.
- pergamene i ostali dokumenti nestalog agostinskog konvenkta
- uredski akti sačuvani u gradskom arhivu
- posebna zbirka štampanih dokumenata u prethodnom razdoblju
- razne knjige iz geografije i povijesti.

### Odjek "Memorija"
Postavši u kratko vrijeme prvo i najdublje djelo u onoj epohi riječke povijesti, Koblerove "Memorije" su i danas nezaobilazan kamen temeljac za poznavanje ove "zemlje", nezaobilazno citiran u svakom djelu iz povijesti Rijeke sve do naših danas, tako da su Unija Talijana Istre i Rijeke i Narodno sveučilište iz Trsta 1978. objavili reprint izdanje, a Cenar za povijesna istraživanja iz Rovinja (Centro delle ricerche storiche) postavio na web stranicu. Nevjerojatna Koblerova erudicija koja se prostire od epigrafike do povijesti umjetnosti, od analize običaja do etnografije, od heraldike do toponomastike - čini "Memorije" teško ponovljiv unicum, zahvaljujući autorovom višedecenijskom proučavanju izvora.

### Sjećanje na Koblera
Iako se Koblera redovito citira u svim djelima o Rijeci, nema ogleda o njemu i njegovom djelu. Malo podataka koji se odnose na Koblerov život, njegovo bivanje između italofonog i slavenofonog svijeta i njegov manifest "fijumanskog patriotizma" teško ga može svrstati u višedecenijske sukobe između Talijana i Slavena (Hrvata i Slovenaca) na istočnoj jadranskoj obali. Ta njegova nepristranost, objektivnost i nesklonost interpretaciji povijest i danas fascinira u ovom svijetu talijanskih i hrvatskih historiografa XX. i XXI. st., kompilatora i publicista nesklonih istraživanju činjenica, već izlaganju svojih navijačkih (nacionalističkih) strasti, sklonih prešućivanju, minoriziranju, preuveličavanju, iskrivljavanju, tvrdnjama za koje nema nikakvih dokaza, ukratko - daleko od ikakve znanstvene serioznosti. U to se uključuje i nacionalno prisvajanje Koblera kao "talijanskog historičara" ili "hrvatskog povjesničara" (on line Hrvatska enciklopedija), a on je samo simbol povijesti Rijeke, "izoliranog tijela" (Koblerov izraz) razvlačenog između Austrije i Ugarske, između Italije i Hrvatske - jednostavno Kobler je jedino riječki povjesničar koji samo pripada povijesti kao znanstvenoj disciplini. A do kuda idu ostrašćeni interpreti povijesti, neka jedan primjer zamijeni mnoge: hrvatski akademik Petar Strčić tako optužuje Koblera ništa manje nego da je "konvertit": «Hrvat, koji je živio u Zagrebu, došavši u Rijeku postaje Talijan»..
Giovanniju Kobleru posvećen je trg u starom gradu u njegovom rodnom gradu (kroatiziran u Ivan), a u Rimu, u "julijsko-dalmatinskom" kvartu nazvana je jedna ulica te u Trstu (odvojak s ceste za Rijeku).

## Vanjske poveznice
- „Giovanni Kobler, Memorie per la storia della liburnica città di Fiume, Stabilimento Tipo-litografico Fiumano di Emidio Mohovich, Fiume 1896”.